# Sisco
 Sisco  es una comuna y población de Francia, en la región de Córcega, departamento de Alta Córcega, en el distrito de Bastia y cantón de Sagro-di-Santa-Giulia.
Su población en el censo de 1999 era de 743 habitantes.
Está integrada en la Communauté de communes du Cap Corse.

## Demografía
| 485 | 497 | 501 | 514 | 616 | 743 |
| Para los censos de 1962 a 1999 la población legal corresponde a la población sin duplicidades (Fuente: INSEE [Consultar]) |     |     |     |     |     |

- Datos: Q266886
- Multimedia: Sisco / Q266886

1. ↑  Worldpostalcodes.org, código postal n.º 20233.
2. ↑  INSEE, Datos de población para el año 2012 de Sisco (en francés).